# Dyskografia Sugababes
Artykuł przedstawia całkowitą dyskografię brytyjskiego girlsbandu Sugababes. Zespół w sumie wydał sześć albumów studyjnych, dwadzieścia sześć singli oraz dwadzieścia pięć teledysków dzięki wytwórni Universal Music oraz Warner Music.

## Albumy studyjne
| 2000                                                                     | One Touch - Wydany dnia 27 listopada 2000 - Wytwórnia: Warner Music - Formaty: CD, digital download, LP, MC              | 26 | 23 | 63 | 6  | 7  | –  | 16 | –  | 8  | - Sprzedaż UK: 210.000+ - Certyfikat UK: Złoto                                |
| 2002                                                                     | Angels with Dirty Faces - Wydany dnia 26 sierpnia 2002 - Wytwórnia: Universal Music - Formaty: CD, digital download, MC  | 2  | 11 | –  | 19 | 13 | 12 | 21 | 49 | 13 | - Sprzedaż UK: 900.000+ - Certyfikat UK: 3× platyna - Certyfikat EUR: Platyna |
| 2003                                                                     | Three - Wydany dnia 27 października 2003 - Wytwórnia: Universal Music - Formaty: CD, digital download, MC                | 3  | 9  | –  | 21 | 10 | 4  | 45 | 54 | 9  | - Sprzedaż UK: 840.000+ - Certyfikat UK: 2× platyna - Certyfikat EUR: Platyna |
| 2005                                                                     | Taller in More Ways[A] - Wydany dnia 10 października 2005 - Wytwórnia: Universal Music - Formaty: CD, digital download   | 1  | 7  | 67 | 5  | 11 | 10 | 16 | 23 | 6  | - Sprzedaż UK: 880.000+ - Certyfikat UK: 2× platyna - Certyfikat EUR: Platyna |
| 2007                                                                     | Change - Wydany dnia 8 października 2007 - Wytwórnia: Universal Music - Formaty: CD, digital download                    | 1  | 10 | 90 | 32 | 33 | 69 | –  | –  | 14 | - Sprzedaż UK: 510.000+ - Certyfikat UK: Platyna                              |
| 2008                                                                     | Catfights and Spotlights - Wydany dnia 20 października 2008 - Wytwórnia: Universal Music - Formaty: CD, digital download | 8  | 18 | –  | –  | –  | –  | –  | –  | –  | - Sprzedaż UK: 60.000+ - Certyfikat UK: Srebro                                |
| 2010                                                                     | Sweet 7 - Wydany dnia 5 marca 2010 - Wytwórnia: Universal Music - Formaty: CD, digital download                          | 14 | 35 | –  | –  | –  | –  | –  | –  | 92 |                                                                               |
| "–" oznacza, iż album został wydany, lecz nie zajął pozycji w notowaniu. | |    |    |    |    |    |    |    |    |    |                                                                               |

Adnotacje
- A ^ Nagrany ponownie w roku 2006 z wokalem Amelle Berrabah.

## Kompilacje
| Rok  | Tytuł | Najwyższe pozycje na listach | Najwyższe pozycje na listach | Najwyższe pozycje na listach | Najwyższe pozycje na listach | Najwyższe pozycje na listach | Najwyższe pozycje na listach | Sprzedaż i certyfikaty                          |
| Rok  | Tytuł | UK                           | IRL                          | AUT                          | GER                          | NLD                          | SWI                          | Sprzedaż i certyfikaty                          |
| ---- | --- | ---------------------------- | ---------------------------- | ---------------------------- | ---------------------------- | ---------------------------- | ---------------------------- | ----------------------------------------------- |
| 2006 | Overloaded: The Singles Collection - Wydany dnia 13 listopada 2006 - Wytwórnia: Universal Music - Formaty: CD, digital download | 3                            | 12                           | 25                           | 38                           | 37                           | 29                           | - Sprzedaż UK: 498.690 - Certyfikat UK: Platyna |

## Mini albumy
| Rok  | Informacje o albumie                                                                                      |
| ---- | --- |
| 2004 | Sessions@AOL - Wydany dnia 16 sierpnia 2004 - Wytwórnia: Universal Music - Format: Digital download       |
| 2005 | Live from London[B] - Wydany dnia 13 grudnia 2005 - Wytwórnia: Universal Music - Format: Digital download |

Adnotacje
- B ^ Wydany ekskluzywnie jedynie za pośrednictwem iTunes Store.

## Single
| 2000                                                                                             | "Overload"                                            | 6  | 15  | 3   | 3   | 5   | 14  | 21  | 27  | 2   | –  | One Touch                          |
| 2000                                                                                             | "New Year"                                            | 12 | 25  | –   | –   | –   | –   | –   | –   | –   | –  | One Touch                          |
| 2001                                                                                             | "Run for Cover"                                       | 13 | 35  | 28  | 38  | 36  | 33  | –   | 36  | 49  | –  | One Touch                          |
| 2001                                                                                             | "Soul Sound"                                          | 30 | –   | –   | –   | –   | –   | –   | –   | –   | –  | One Touch                          |
| 2002                                                                                             | "Freak like Me"                                       | 1  | 2   | 27  | 22  | 11  | 25  | 27  | 44  | 25  | –  | Angels with Dirty Faces            |
| 2002                                                                                             | "Round Round"                                         | 1  | 2   | 15  | 8   | 4   | 2   | 11  | 13  | 2   | –  | Angels with Dirty Faces            |
| 2002                                                                                             | "Stronger"[C]                                         | 7  | 13  | 38  | 41  | 23  | 5   | 23  | 34  | 24  | –  | Angels with Dirty Faces            |
| 2002                                                                                             | "Angels with Dirty Faces"[C]                          | 7  | 13  | –   | –   | –   | –   | –   | 34  | 24  | –  | Angels with Dirty Faces            |
| 2003                                                                                             | "Shape"                                               | 11 | 9   | 39  | 50  | 40  | 7   | –   | 75  | –   | –  | Angels with Dirty Faces            |
| 2003                                                                                             | "Hole in the Head"                                    | 1  | 2   | 9   | 5   | 8   | 2   | 7   | 25  | 11  | 96 | Three                              |
| 2003                                                                                             | "Too Lost in You"                                     | 10 | 13  | 14  | 26  | 8   | 8   | 30  | 31  | 31  | –  | Three                              |
| 2004                                                                                             | "In the Middle"                                       | 8  | 13  | 29  | 33  | 23  | 7   | –   | 33  | –   | –  | Three                              |
| 2004                                                                                             | "Caught in a Moment"                                  | 8  | 28  | 71  | 56  | 56  | 30  | –   | –   | –   | –  | Three                              |
| 2005                                                                                             | "Push the Button"                                     | 1  | 1   | 2   | 1   | 3   | 3   | 4   | 3   | 1   | –  | Taller in More Ways                |
| 2005                                                                                             | "Ugly"                                                | 3  | 7   | 26  | 14  | 19  | 7   | 18  | 13  | 5   | –  | Taller in More Ways                |
| 2006                                                                                             | "Red Dress"                                           | 4  | 12  | 27  | 41  | 31  | 7   | –   | 22  | 16  | –  | Taller in More Ways                |
| 2006                                                                                             | "Follow Me Home"                                      | 32 | 25  | –   | –   | –   | –   | –   | –   | –   | –  | Taller in More Ways                |
| 2006                                                                                             | "Easy"                                                | 8  | 18  | 26  | 23  | 30  | 45  | 56  | –   | –   | –  | Overloaded: The Singles Collection |
| 2007                                                                                             | "Walk This Way" vs. Girls Aloud                       | 1  | 14  | –   | –   | –   | –   | –   | –   | –   | –  | Singel charytatywny                |
| 2007                                                                                             | "About You Now"                                       | 1  | 2   | 4   | 4   | 21  | 18  | 40  | 57  | 18  | –  | Change                             |
| 2007                                                                                             | "Change"                                              | 13 | 21  | 32  | –   | –   | 31  | –   | –   | –   | –  | Change                             |
| 2008                                                                                             | "Denial"                                              | 15 | 18  | 11  | 4   | 14  | –   | –   | –   | –   | –  | Change                             |
| 2008                                                                                             | "Girls"                                               | 3  | 12  | –   | –   | –   | –   | –   | –   | –   | –  | Catfights and Spotlights           |
| 2008                                                                                             | "No Can Do"                                           | 23 | –   | –   | –   | –   | –   | –   | –   | –   | –  | Catfights and Spotlights           |
| 2009                                                                                             | "Get Sexy"                                            | 2  | 3   | 41  | 72  | –   | –   | 42  | 76  | –   | –  | Sweet 7                            |
| 2009                                                                                             | "About a Girl"                                        | 8  | 14  | –   | –   | –   | –   | –   | –   | –   | –  | Sweet 7                            |
| 2010                                                                                             | "Wear My Kiss"                                        | 7  | 9   | –   | –   | –   | –   | –   | –   | –   | –  | Sweet 7                            |
| Gościnnie                                                                                        |                                                       |    |     |     |     |     |     |     |     |     |    |                                    |
| 2004                                                                                             | "Do They Know It's Christmas?" (jako Band Aid 20)     | 1  | 1   | 7   | 15  | 7   | –   | 2   | 9   | 1   | –  | Singel charytatywny                |
| 2008                                                                                             | "Sing" (Annie Lennox featuring Sugababes)             | –  | –   | –   | –   | –   | –   | –   | –   | –   | –  | Songs of Mass Destruction          |
| 2009                                                                                             | "Never Leave You" (Tinchy Stryder ft Amelle Berrabah) | 1  | 2   | –   | –   | –   | –   | –   | –   | –   | –  | Catch 22                           |
|                                                                                                  |                                                       | UK | IRL | GER | AUT | SWI | NLD | SWE | AUS | NZL | US |                                    |
|                                                                                                  | Single numer jeden                                    | 8  | 2   | –   | 1   | –   | –   | –   | –   | 2   | –  |                                    |
|                                                                                                  | Single w Top 10                                       | 20 | 11  | 5   | 6   | 6   | 9   | 3   | 2   | 5   | –  |                                    |
|                                                                                                  | Single w Top 40                                       | 28 | 26  | 16  | 13  | 16  | 15  | 10  | 11  | 11  | –  |                                    |
| "–" oznacza, że singel się ukazał, lecz nie zajął pozycji w notowaniu bądź nigdy się nie ukazał. |                                                       |    |     |     |     |     |     |     |     |     |    |                                    |

Adnotacje
- C ^ Wydany jako podwójny A-side w niektórych krajach.

## DVD
| Rok  | Informacje o DVD                                                                                              |
| ---- | --- |
| 2006 | Overloaded: The Singles Collection - Wydany dnia 13 listopada 2006 - Wytwórnia: Universal Music - Format: DVD |

## Teledyski
| Rok  | Tytuł                     | Reżyser                     |
| ---- | ------------------------- | --------------------------- |
| 2000 | "Overload"                | Phil Poynter                |
| 2000 | "New Year"                | Alex Hamming                |
| 2001 | "Run for Cover"           | Jamie Morgan                |
| 2001 | "Soul Sound"              | Max & Dania                 |
| 2002 | "Freak like Me"           | Sophie Muller               |
| 2002 | "Round Round"             | Phil Griffin                |
| 2002 | "Stronger"                | Alison Murray               |
| 2002 | "Angels with Dirty Faces" | Cartoon Network Productions |
| 2003 | "Shape"                   | Michael Gracey              |
| 2003 | "Hole in the Head"        | Matthew Rolston             |
| 2003 | "Too Lost in You"         | Andy Morahan                |
| 2004 | "In the Middle"           | Matthew Rolston             |
| 2004 | "Caught in a Moment"      | Howard Greenhalgh           |
| 2005 | "Push the Button"         | Matthew Rolston             |
| 2005 | "Ugly"                    | Toby Tremlett               |
| 2006 | "Red Dress"               | Tim Royes                   |
| 2006 | "Follow Me Home"          | Toby Tremlett               |
| 2006 | "Easy"                    | Tim Royes                   |
| 2007 | "Walk This Way"           | Trudy Bellinger             |
| 2007 | "About You Now"           | Marcus Adams                |
| 2007 | "Change"                  | Fatima                      |
| 2008 | "Denial"                  | Harvey B-Brown              |
| 2008 | "Girls"                   | Daniel Wolfe                |
| 2008 | "No Can Do"               | Marco Puig                  |
| 2009 | "Get Sexy"                | Emil Nava                   |
| 2009 | "About a Girl"            | Martin Weisz                |
| 2010 | "Wear My Kiss"            | Martin Weisz                |

## Pozostałe
Utwory, które nie pojawiły się na oficjalnych albumach studyjnych wydanych przez zespół.
| Year | Tytuł                                   | Album/Singel                                               | Adnotacje                                                                                       |
| ---- | --------------------------------------- | ---------------------------------------------------------- | ----------------------------------------------------------------------------------------------- |
| 2002 | "Killer"                                | NME In Association With War Child Presents 1 Love          | Oryginalnie nagrany przez Adamskiego                                                            |
| 2003 | "Please Can I Talk?"                    | Jack O the Green (Small World Big Band Friends 3)          | Nagrany z Jools'em Hollandem                                                                    |
| 2004 | "Do They Know It's Christmas?"          | "Do They Know It's Christmas?" – Singel                    | Nagrany z Band Aid 20                                                                           |
| 2006 | "Spiral"                                | Hello Waveforms                                            | Nagrany z Williamem Orbitem i Kenną                                                             |
| 2006 | "Living for the Weekend"                | Radio 1's Live Lounge                                      | Oryginalnie nagrany przez Hard-Fi                                                               |
| 2006 | "I Bet You Look Good on the Dancefloor" | Popjustice: 100% Solid Pop Music                           | Oryginalnie nagrany przez Arctic Monkeys                                                        |
| 2007 | "Walk This Way"                         | "Walk This Way" – Singel                                   | Nagrany z Girls Aloud w celach charytatywnych. Oryginalnie nagrany przez Run-D.M.C. i Aerosmith |
| 2007 | "Betcha by Golly Wow!"                  | Radio 1 Established 1967                                   | Oryginalnie nagrany przez The Stylistics                                                        |
| 2007 | "Sing"                                  | Songs of Mass Destruction                                  | Nagrany z Annie Lennox                                                                          |
| 2008 | "She's like a Star" (Official Remix)    | "She's like a Star" – Singel oraz Catfights and Spotlights | Nagrany z Taio Cruz i Busta Rhymes                                                              |
| 2008 | "Megamix"                               | Floorfillers Club Mix                                      | Remiks utworów "About You Now", "Stronger", "Easy" oraz "Push the Button" wydany dla klubów     |
| 2009 | "Teardrops"                             | 50 Years of Island Records                                 | Oryginalnie nagrany przez Womack & Womack.                                                      |
| 2009 | "For Once in My Life"                   | My Inspiration                                             | Oryginalnie nagrany przez Stevie Wondera.                                                       |